# Serments (film)
Pour les articles homonymes, voir Serments.

Serments est un film franco-suédois réalisé par Henri Fescourt, sorti en 1931.

## Synopsis
Au XVIIIe siècle, lors d'une révolution en Carélie, un aristocrate, Armas de Murnau, se bat aux côtés des révolutionnaires. Capturé, condamné à mort, il va tout tenter pour revoir la femme qu'il aime.

## Fiche technique
- Titre : Serments
- Réalisation : Henri Fescourt
- Scénario : Ragnar Hyltén-Cavallius et Pierre Maudru
- Photographie : Julius Jaenzon
- Son : Hermann Storr
- Montage : Maurice Thaon
- Musique : Tchaïkovski
- Production : Jacques Haïk
- Sociétés de production : Établissements Jacques Haïk,	Les Films Minerva, Svensk Filmindustri
- Pays d'origine :  France,  Suède
- Format : Noir et blanc - 35 mm - 1,37:1
- Genre : drame et historique
- Durée : 102 minutes
- Date de sortie : novembre 1931, France

## Distribution
- Madeleine Renaud : Maria
- André Burgère : Armas de Murnau
- Marcelle Géniat : La baronne de Murnau
- Josette Day : Mindka
- Roger Coutant : Wilhelm de Murnau
- Gaston Dupray : Nikkon
- André Marnay : Le capitaine
- Albert Lancien : Stéphane
- Georges Floquet : Le sous-officier